# شونسوکه ساکویا
شونسوکه ساکویا (انگلیسی: Shunsuke Sakuya; ۲۰ مهٔ ۱۹۶۵ – ) بازیگر، صداپیشگی اهل ژاپن بود. وی از سال ۱۹۸۹ میلادی تاکنون مشغول فعالیت بوده‌است.
از فیلم‌ها یا برنامه‌های تلویزیونی که وی در آن نقش داشته‌است می‌توان به شبح درون پوسته: فیلم جدید اشاره کرد.